# Đường Kiệm
Đường Kiệm (chữ Hán: 唐儉; 579－656), là một công thần khai quốc nhà Đường thời kỳ khởi sự và lên ngôi của Đường Thái Tông. Ông là một trong 24 công thần được vẽ chân dung trên Lăng Yên các.

## Hành trạng
Ông nội Đường Kiệm là Đường Ngụy (唐邕), tể tướng thời Bắc Tề. Gia đình ông có mối giao tình nhiều đời với gia đình họ Lý, chính là hoàng thất triều Đường. Cha Đường Kiệm, Đường Tiễn (唐鉴) là thuộc hạ thân cận Cao Tổ Lý Uyên, vị vua đầu tiên nhà Đường.
Đường Kiệm sinh trưởng tại Thái Nguyên (晋阳), chính là Thái Nguyên, Sơn Tây ngày nay.
Đường Kiệm có 3 người con:
- Đường Thiện Thức (唐善識)
- Đường Hà Thượng (唐河上)
- Tang Guan (唐観)

## Đường triều đại thần
Đường Kiệm đóng vai trò ngoại giao quan trọng trong việc tiêu diệt Đông Đột Quyết ở Đông Á. Ông được Đường Thái Tông gửi đến gặp Khả Hãn của Đông Đột Quyết. Nhiệm vụ chính của ông là thuyết phục Khả Hãn Hiệt Lợi đầu hàng. Trong khoảng thời gian đó, quân đột nhà Đường do Lý Tĩnh thống lĩnh đã tấn công Đông Đột Quyết bất ngờ, đánh bại và bắt giữ Khả Hãn Hiệt Lợi